# 红岩乡 (洪江市)
红岩乡，是中华人民共和国湖南省怀化市洪江市下辖的一个乡镇级行政单位。

## 行政区划
红岩乡下辖以下地区：
红岩村、高坪村、明亮村、关塘村、平岩村、门溪村、茶花村、菊花村和茶溪村。